# Perimonochamus
Perimonochamus is een kevergeslacht uit de familie van de boktorren (Cerambycidae). De wetenschappelijke naam van het geslacht werd voor het eerst geldig gepubliceerd in 2011 door Teocchi, Sudre & Jiroux.

## Soorten
Perimonochamus is monotypisch en omvat slechts de volgende soort:
- Perimonochamus onorei Teocchi, Sudre & Jiroux, 2011